# 阪和病院
阪和病院（はんわびょういん）は、医療法人錦秀会が大阪府大阪市住吉区南住吉に設置する病院。

## 診療科
- 内科[1]
- 皮膚科[1]
- 耳鼻咽喉科[1]
- 眼科[1]
- リハビリテーション科[1]
- 放射線科[1]
- 神経内科[1]

## 医療機関の認定
- 保険医療機関[1]
- 労災保険指定病院[1]
- 生活保護法指定病院(中国残留邦人等の円滑な帰国の促進並びに永住帰国した中国残留邦人等及び特定配偶者の自立の支援に関する法律(平成6年法律第30号)に基づく指定医療機関を含む。)[1]
- 結核指定病院[1]
- 原子爆弾被害者一般疾病医療取扱病院[1]
- 公害医療機関[1]

## 交通アクセス
- JR阪和線「我孫子町駅」駅下車北西に徒歩約5分[2]
- 南海高野線「沢ノ町駅」駅下車東に徒歩約10分
- OsakaMetro御堂筋線「長居駅」または「あびこ駅」下車徒歩約20分

## 周辺
- 阪和住吉総合病院（隣接）
- 住吉郵便局
- 住吉区役所

## 系列病院
- 錦秀会グループ
- 阪和住吉総合病院（医療法人錦秀会）
- 阪和記念病院（医療法人錦秀会）
- 阪和第二病院（医療法人錦秀会）
- 阪和第二住吉病院（医療法人錦秀会）
- 阪和第一泉北病院（医療法人錦秀会）
- 阪和第二泉北病院（医療法人錦秀会）
- 神出病院（医療法人聖和錦秀会）
- 阪本病院（医療法人聖和錦秀会）
- 阪和いずみ病院（医療法人聖和錦秀会）